# Lluís Martínez i Sistach
Lluís Martínez i Sistach, né le 29 avril 1937 à Barcelone en Espagne, est un cardinal espagnol, archevêque émérite de Barcelone depuis 2015.

## Biographie

### Études
Lluís Martínez i Sistach fait ses études de philosophie et de théologie au grand séminaire de Barcelone. Il les poursuit à Rome une fois prêtre, obtenant en 1967 un doctorat de droit canonique à l'Université pontificale du Latran.

### Prêtre
Il a été ordonné prêtre le 17 septembre 1961 pour le diocèse de Barcelone.
De retour de Rome, il a partagé son temps entre un ministère en paroisse et des fonctions d'enseignement. Il a en particulier été professeur de droit canonique à la faculté de théologie et à l'Institut de théologie de Barcelone, ainsi qu'à l'Institut théologique Martí Codolar des pères salésiens.
De plus, il a été secrétaire puis juge du Tribunal ecclésiastique de Barcelone.
En 1979, il prend des responsabilités à l'échelle du diocèse en devenant vicaire général, chargé de la coordination de tous les organismes de l'administration diocésaine.

### Évêque
Nommé évêque auxiliaire de Barcelone le 13 novembre 1987, il est consacré le 27 décembre de la même année dans la cathédrale de Barcelone.
En 1991, il est nommé évêque de Tortosa, puis devient en 1997 archevêque de Tarragone, président de la Conférence épiscopale de Tarragone (réunion des diocèses catalans) et président de la Commission permanente de la Conférence épiscopale espagnole. Il est ensuite nommé archevêque métropolitain de Barcelone le 15 juin 2004 et devient grand chancelier de la Faculté de philosophie et de la Faculté de théologie de Catalogne. Le 6 novembre 2015, le pape François accepte sa démission de la charge archépiscopale de Barcelone, et nomme Juan José Omella pour le remplacer.
Au sein de la Conférence épiscopale de Tarragone, il s'est occupé de la pastorale de la jeunesse, de la pastorale de la santé et des relations avec les ordres et les congrégations religieuses. Il a également été président de 1990 à 1992 du Comité épiscopal pour les questions juridiques de la CEE.
Depuis le 8 mars 2005, il est membre du Comité exécutif et de la Commission permanente de la Conférence épiscopale espagnole.
À la Curie romaine, il est consulteur du Conseil pontifical pour les laïcs, membre du Conseil pontifical pour les textes législatifs depuis 2002 et membre du Tribunal suprême de la Signature apostolique depuis 2006.
C'est durant son épiscopat, le 7 novembre 2010, que la basilique de la Sagrada Família a été consacrée par Benoît XVI.

### Cardinal
Benoît XVI l'a créé cardinal lors du consistoire du 24 novembre 2007 avec le titre de cardinal-prêtre de S. Sebastiano alle Catacombe.
Le 12 juin 2008, il est nommé membre du Tribunal suprême de la Signature apostolique.
Il participe au conclave de 2013 qui élit François. Il atteint les quatre-vingts ans le 29 avril 2017, ce qui l'empêche de participer aux votes du conclave de 2025 (élection de Léon XIV).

## Publications
Il est l'auteur de diverses publications, en particulier sur le mariage, l'organisation de l'Église et les relations entre l'Église et l'État.